# Anna Dąbek
Anna Dąbek, z domu Kuncewicz (ur. 9 stycznia 1984 w Rzeszowie) – polska koszykarka występująca na pozycjach silnej skrzydłowej lub środkowej.
7 lipca 2012 zawarła umowę z KKŚ AZS-em Rzeszów. 2 czerwca 2013 została zawodniczką Basketu ROW Rybnik.

## Osiągnięcia
Drużynowe
- Awans do najwyższej klasy rozgrywkowej – PLKK z Nice Liderem Pruszków (2009)
- Wicemistrzyni I ligi kobiet (2021)[3]

Indywidualne
- MVP grupy A I ligi kobiet (2016)[4]
- Zaliczona do I składu I ligi kobiet (2016, 2019)[4]